# Le Faouët, Côtes-d'Armor
Le Faouët (tiếng Breton: Ar Faoued) là một xã của tỉnh Côtes-d’Armor, thuộc vùng Bretagne, tây bắc Pháp.

## Dân số
Người dân ở Le Faouët được gọi là Faouëtiens.